# Tao Fong Shan

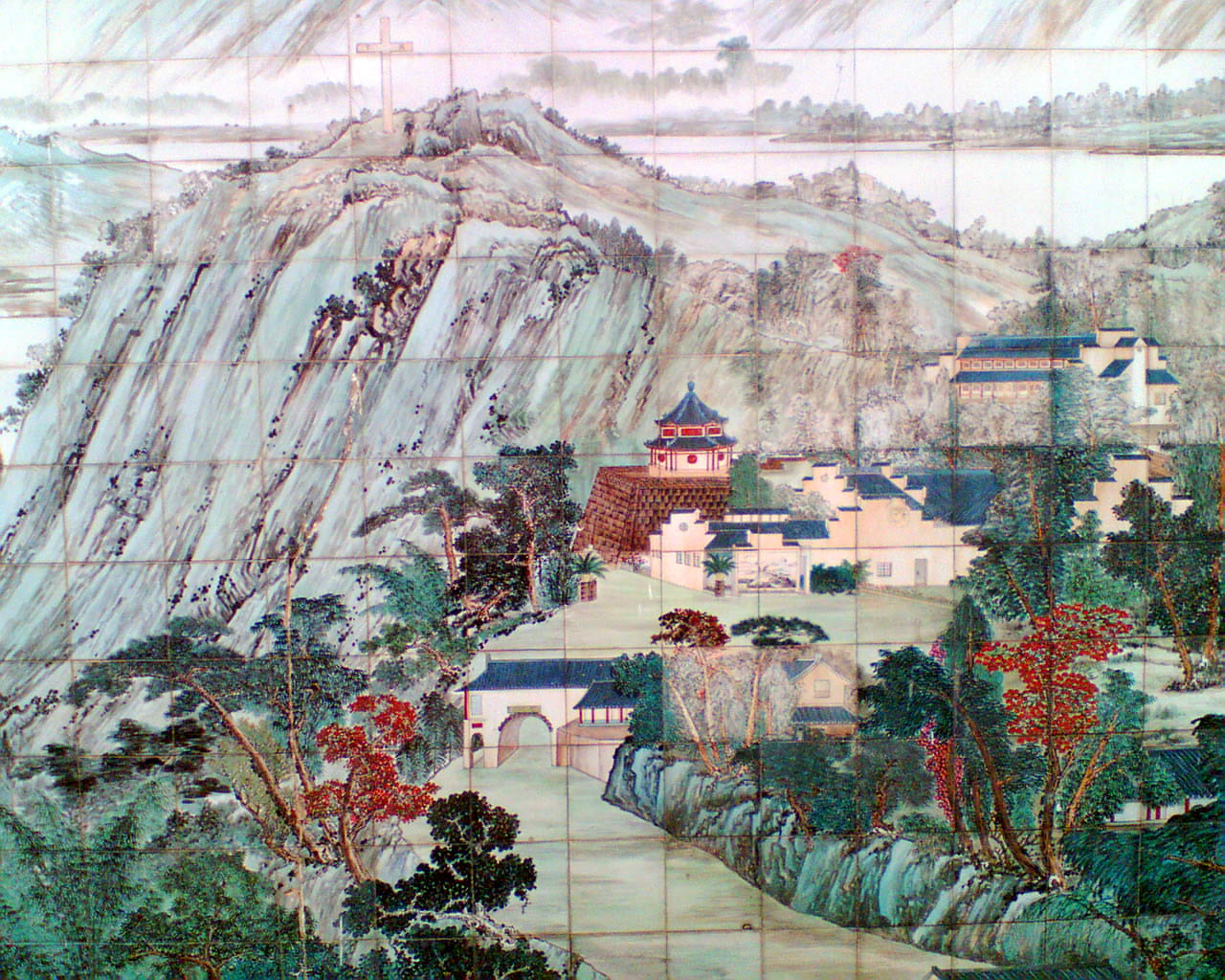
Muurschildering van de berg

Tao Fong Shan is een berg in Noord-Hongkong die niet hoger is dan vijfhonderd meter. Het ligt in de omgeving van Sha Tin, New Territories. Een alternatieve romanisatie van 道風山 is "To Fung Shan". In de buurt is nog een andere berg te vinden met religieuze gebouwen, Klooster van de Tienduizend Boeddha's.
Op de berg is een protestantse zendingscentrum te vinden. Deze heeft de naam Tao Fong Shan Christian Centre (道風山基督教叢林). Het werd in 1930 door de Noorse zendeling Karl Ludvig Reichelt (1877–1952) opgericht. In februari 2010 werd het centrum een stichting onder de naam "Tao Fong Shan Service Foundation Limited". Het centrum bestaat uit diverse gebouwen, waaronder een kapel (Christustempel) en een gasthuis voor pelgrims. De gebouwen zijn Hongkongs beschermd erfgoed van de tweede graad.
Op de berg is ook de Lutheran Theological Seminary (信義宗神學院) te vinden sinds 1977. Een seminarie van de Lutherse kerken in Hongkong en Taiwan.